# Jack McCulloch
John K. „Jack“ McCulloch (15. srpna 1872 Perth, Ontario – 26. ledna 1918 Saint Paul, Minnesota) byl kanadský sportovec, rychlobruslař, lední hokejista a cyklista.
V roce 1889 pomáhal založit Winnipeg Victorias, jeden z prvních hokejových klubů v západní Kanadě, za který následně hrál na pozicích útočníka i obránce.
Věnoval se také rychlobruslení, od roku 1890 byl po několik let nejúspěšnějším kanadským rychlobruslařem. Zvítězil na kanadském (1893) i americkém šampionátu (1896). Na Mistrovství světa 1897, které se konalo v Montréalu, se získal titul mistra světa. V témže roce se stal profesionálním rychlobruslařem a dalších deset let vystupoval na exhibicích.
Jako cyklista vyhrál všechny manitobské šampionáty mezi lety 1890 a 1900.